# روز یادبود (فیلم ۱۹۹۹)
«روز یادبود» (انگلیسی: Memorial Day (1999 film)) فیلمی در ژانر ترسناک و اسلشر است که در سال ۱۹۹۹ منتشر شد.